# Amsterdamsche Cricket Club

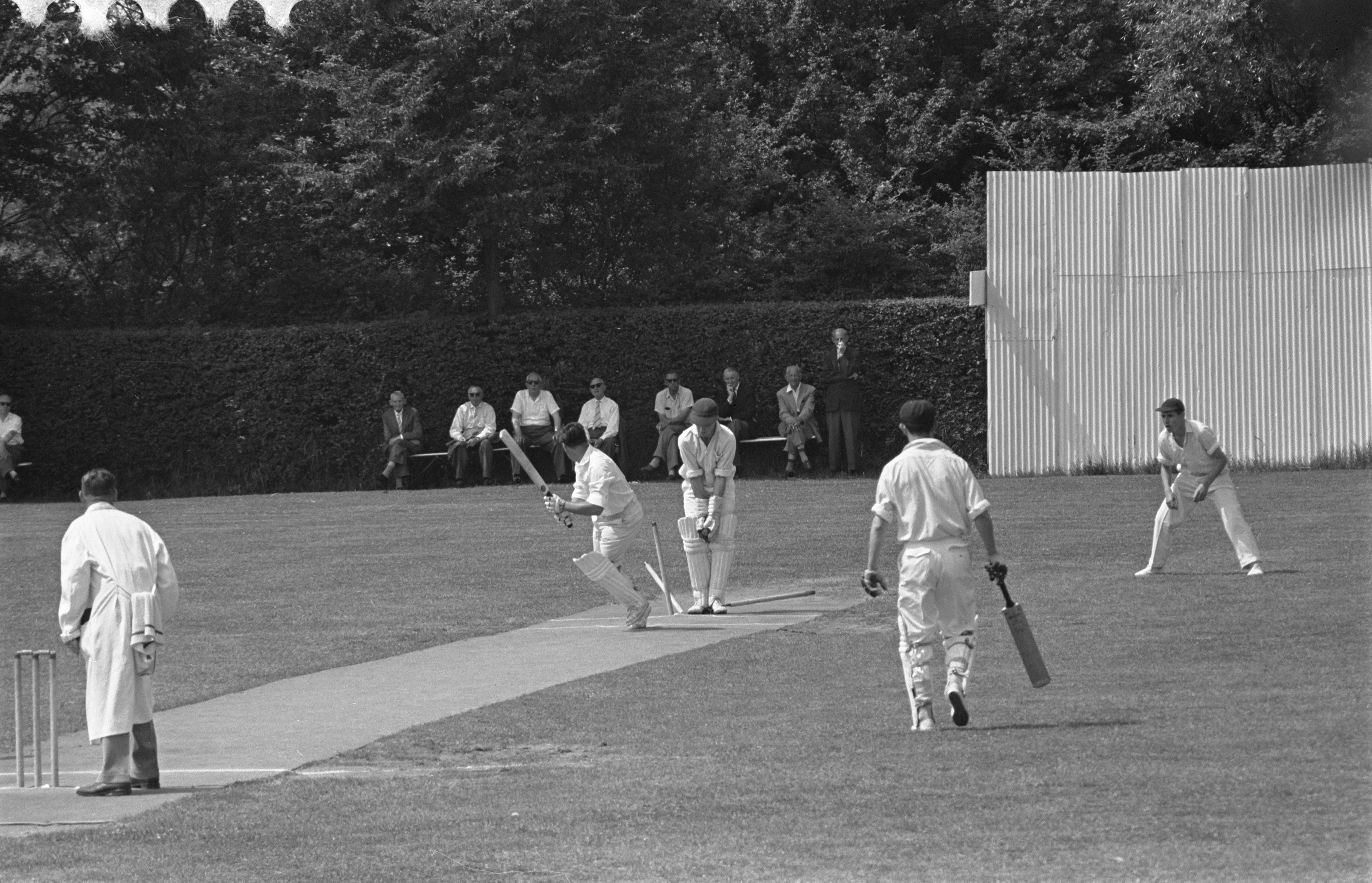
19 juli 1959, ACC tegen Rood en Wit (Anefo)

Amsterdamsche Cricket Club (ACC) is een Nederlandse cricketclub die in 1921 is opgericht in Amsterdam, vijftig jaar nadat een eerdere club onder dezelfde naam het spits in Nederland had afgebeten.

## Geschiedenis

### Eerste ACC
In 1871 richtten vijf Amsterdamse jongeheren, van wie drie oud-leerlingen van de elitekostschool Instituut Noorthey, de Amsterdamsche Cricket Club op, de eerste cricketclub van Nederland. Toen secretaris Emile Jérôme Sillem ook bestuurslid werd van het Vondelpark, kreeg de ACC daar een oefenveld. Slechts incidenteel konden wedstrijden worden gespeeld, aangezien er nog nauwelijks andere cricketclubs in Nederland bestonden. Toen Sillem, de drijvende kracht van het bestuur, in 1877 overleed aan tuberculose, betekende dat het einde van de eerste ACC.

### Tweede ACC
De huidige ACC is opgericht op 5 maart 1921 door leden van de Amsterdamsche Football Club (AFC). 
De club is sinds 2000 gevestigd op Sportpark het Loopveld te Amstelveen. Hiervoor speelde het in het Amsterdamse bos, waar het velden deelde met hockeyclub Pinoké.
ACC speelt sinds 2009 weer in de hoogste klasse van het Nederlands cricket.
De club werd 9 keer landskampioen cricket, namelijk in de jaren 1942, 1943 en in de jaren 1948 tot en met 1954.
In 2011 maakte ACC een goede kans op het 10de landskampioenschap in de finale tegen VRA. Een best-of-3 finale werd beslist op de laatste bal van de 3de wedstrijd, toen een discutabele scheidsrechterlijke beslissing de titel alsnog naar VRA bracht.
In 2012 leidde ACC de Topklasse van de eerste tot de laatste wedstrijd. In de play-off finales verloor het van Dosti en Excelsior'20.